# Die Botschaft des Jean Battista
Die Botschaft des Jean Battista (auch: Der Löffel der Zelle Nr. 17 / Löffel Nummer siebzehn) ist der Titel eines stummen Kriminaldramas, das Siegfried Philippi 1917 nach einem Manuskript von Paul Rosenhayn für die Berliner Atlantic Film Aarhus inszeniert hat. Es war Teil der Joe Jenkins-Detektivserie und auch unter dem Titel “Der Löffel der Zelle Nr. 17” bzw. “Löffel Nummer siebzehn” im Verleih. Den Detektiv spielte der amerikanische Opernsänger Leon Rains.

## Handlung
Jenkins hat in dem vorliegenden Fall, der den Titel “Die Botschaft des Jean Battista” trägt, weder einen Mord noch sonst ein anderes Verbrechen aufzudecken, sondern die allerdings nicht leichte Aufgabe gestellt, nachzuweisen, wie ein Bankier Selbstmord verübt hat. Denn gelingt ihm der Beweis nicht, dann muss der heimlich mit der Tochter des Toten verlobte junge Mann vielleicht wegen Mordverdachts unschuldig im Zuchthaus schmachten. Einem Joe Jenkins gelingt natürlich alles, und so stellt er denn fest:
Jean Battista, ein armer Hausierer, hat vor vielen Jahren mit dem Bankier in Sing-Sing eingesessen. Nun hat der Hausierer von der Liebesnot der jungen Leuten erfahren und will helfen. Er geht zu seinem ehemaligen Genossen. Der aber hat sein ganzes Vermögen verloren und sieht seine Rettung nur in einem reichen Schwiegersohn. Er hat ihn auch schon gefunden, doch dieser ist unfreiwillig Zeuge der Unterredung der beiden Männer geworden und lässt die Partie zurückgehen. Was bleibt dem Vater weiter übrig, als seinem Leben ein Ende zu machen, damit seine Tochter wenigstens in den Besitz der großen Summe, mit der sein Leben versichert ist, kommt. Da muss der Selbstmord also so bewerkstelligt werden, dass er den Eindruck eines Mordes macht, denn bei Selbstmord zahlt die Versicherungsgesellschaft nicht aus. Joe Jenkins rekonstruiert die ausgesucht raffiniert vollbrachte Tat und führt dadurch die Liebenden zusammen.

## Produktionsnotizen
Wer die Produktion der Atlantic Film Aarhus GmbH (Berlin) fotografiert und wer das Bühnenbild geschaffen hat, ist nicht überliefert.
Der Film lag der Zensurbehörde zur Prüfung im April 1917 vor.
Die Polizei Berlin verhängte unter der Nummer 40490 über ihn ein Jugendverbot. Die Polizei München untersagte eine Ankündigung als Detektivfilm unter den Zensur-Nummern 25656, 25657, 25658 und 25659.
Uraufgeführt wurde der Film am 19. Oktober 1917 in Berlin im Tauentzien-Palast.
Der Film wird erwähnt in
- Der Film No. 13, 1917
- Der Film No. 43, 1917
- Lichtbildbühne No. 13, 1917
- Lichtbildbühne No. 42, 1917
- Kinematograph No. 536, 1917
- Kinematograph No. 537, 1917

und ist registriert bei
- Birett, Verzeichnis in Deutschland gelaufener Filme (München) No. 235, 1917, (München) No. 243, 1917, (München) No. 399, 1917, (München) No. 408, 1917 und (München) No. 555, 1917
- Lamprecht Band 4, 1916–17

In einer Annonce im Düsseldorfer Kinematograph Nr. 537 vom April 1917 gab die Atlantic-Film Aarhus, Berlin SW bekannt:
“Die Botschaft des Jean Battista, der erste Film der Joe Jenkins-Serie, verfasst von Paul Rosenhayn (Bild), inszeniert von Siegfried Philippi, ist vorführungsbereit.” Auf der nächsten Seite war ein Foto mit Text “Der Darsteller des Joe Jenkins: Prof. Leon Rains vom Dresdener Hoftheater” abgebildet.

## Rezeption
Der Kinematograph Nr. 536 publizierte in seinem Originalbericht “Neuheiten auf dem Berliner Filmmarkte” eine durchaus positive Kritik:

„Das alles ist äusserst geschickt gemacht, spannend und sich von Szene zu Szene steigernd, so daß der Zuschauer aus dem Rätselraten nicht herauskommt. Die Regie besorgte in tüchtiger Weise Siegfried Philippi, dem sehr schöne Innenszenen, an deren Ausstattung nicht gespart wurde, gelungen sind, und der besonders hübsche Aussenmotive der im tiefsten Schnee liegenden Umlandschaft fand. Den Joe Jenkins spielte, und wird ihn auch in Zukunft spielen, Professor Leon Rains, der für diese Art Rollen das Aeussere der Erscheinung und das ruhige und Ueberlegene der Bewegung mitbringt. Erna Thiele war das bildschöne, in ihrer Verzweiflung wie in ihrem Glück gleich entzückende Bankiertöchterchen. Adolf Klein, der unvergessene Charakterdarsteller der deutschen Bühne, und Herr Ludwig gaben den Bankier und den braven Hausierer mit grosser Eindringlichkeit. Die Herren Fichtner und Janson vervollständigten das Ensemble. Der Erfolg des Films dürfte unzweifelhaft sein.“